# فكري باشا أباظة
محمد فكري حسين أباظة (1896- 14 فبراير 1979)، أحد أعلام الأدب والصحافة السياسية في مصر ويلقب بشيخ الصحفيين، وفارس الكلمة. ووصف فكري أباظة بـ«الصحفي الرائد»، وعرف عن مقالاته إثارتها للمواضيع المهمة والمعارضة للفساد والاحتلال، كما كان متحدثا إذاعيا معروفا. وقد انتخب نقيبا للصحفيين لأربع دورات متتالية.

## النشأة
وُلد عام 1896م في قرية كفر أبو شحاتة في الشرقية، في عائلة أباظة التي ترجع إلى أصول شركسية. كان اسم والده حسين بك أباظة، وكان من خريجي الأزهر، والذي كان من المقرر أن يتلقي فكري أباظة فيه تعليمه، إلا أن والده فضل أن يرسله مع شقيقيه فؤاد وعثمان أباظة لتلقي العلم في مدراس القاهرة.
تخرّج في مدرسة الحقوق عام 1917م واشتغل بالمحاماة، ثم انضم للحزب الوطني المصري عام 1921م. وكان أباظة ضمن طلبة الحقوق الذين تم فصلهم في فبراير عام 1915 بسبب امتناعهم عن استقبال السلطان حسين كامل احتجاجا علي إعلان الحماية البريطانية وما اعتبروه مهادنة الخديوي للإحتلال. ووفقا للصحفي فاروق أباظة، فإن فكري أباظة قد شارك في ثورة 1919: «إذ كان خطيبا وصحفيا وقائدا للثوار، وكان وقت نشوب الثورة متواجدا في مدينة أسيوط وخطب في أكبر كنائسها وألف نشيدا قوميا وقتها تغني به المسلمون والأقباط، وطلبت السلطات البريطانية القبض عليه، ولكنه تنكر وأدعي أنه تاجر حمير، وسافر للقاهرة في قطار يحمل مهمات لقوات الاحتلال».

## مسيرته

### دوره في العمل الوطني
كان فكري أباظة من مناضلي الحركة الوطنية المصرية، ومن خطباء ثورة 1919 في مصر التي تزعمها سعد زغلول. وكان مؤلف وملحن نشيد الثورة المصرية آنذاك.

### عضويته بمجلس النواب المصري
انتخب فكري أباظة عضوا بمجلس النواب المصري عام 1923 عن دائرة منيا القمح. وتكرّر انتخابه لعضوية المجلس في عدة دورات أخرى. وخاض أباظة معركة تحت قبة البرلمان في ثلاثينيات القرن العشرين سعيا لإلغاء خانة الديانة من الأوراق والمعاملات الرسمية.

### عمله بالصحافة
بدأ فكري أباظة العمل الصحفي في صحيفة المؤيد، ثم في صحيفة الأهرام عام 1919م، وكانت أولى مقالاته في صحيفة الأهرام بعنوان «كتيب حقير» يوم 9 نوفمبر 1919، وهاجم ما وصفه بـ«طابور الخيانة الذي كان يهيئ الظروف للحكم الذاتي في مصر»، كما هاجم الاحتلال الإنجليزي والمندوب السامي.
وقد وصف داوود بركات رئيس تحرير الأهرام في العشرينيات مقالاته بأنها «نوع من أنواع الأدب والإنشاء المتميز سماه العرب طرفة وعرفة وهو كالغريب والعجيب والمستحسن».
ثم عمل محرّرا في مجلة المصور عام 1924م، وأصبح رئيسا لتحريرها عام 1926م. استمرّ رئيسا للتحرير حتّى عام 1961م وقد بلغ عدد مقالاته في المصور 5500 مقالة صحفية في خلال 55 عاما. انتُخب أباظة نقيبا للصحفيين المصريين عام 1944م ولأربع دورات متتالية.
شغِل منصب رئيس تحرير مجلة الهلال الشهرية المصرية لعدة سنوات. وفي 18 أغسطس عام 1961 صدر قرار حكومي مصري بِإعفائه، ويقال بِأن الإعفاء كان من قِبل الرئيس جمال عبد الناصر نتيجة مقالة سياسية قام بنشرها، أو لدعوته إلى الحوار مع الإسرائيليين. وكتب فكرى أباظة مقالًا نشر في «الأهرام» اعتذر فيه عما اقترحه، فعفى عنه ناصر.
في أبريل عام 1948، حاولت الحكومة استحداث قانون جديد كان من شأنه إجراء تعديلات في بعض مواد قانون العقوبات، وقد واجه فكري أباظة مساعي إقرار القانون حينها، لاعتقاده أن الهدف منه كان المساس بالحريات وحقوق المواطنين في انتقاد السلطة التنفيذية. وفي عام 1939، عندما تعرض طه حسين (عميد كلية الآداب بجامعة القاهرة حينها) لحملة إعلامية ونقدية فور صدور كتابه الأدب الجاهلي، دافع فكري أباظة عنه وسعى «لحماية فتيات الجامعة من دعاة التزمت والإنغلاق».

### دوره الرياضي
كان فكري أباظة لاعباً بالنادي الأهلي الرياضي لبعض الوقت، وقد انتُخب فيما بعد رئيس شرف للنادي الأهلي.

### التأليف الموسيقي
كان فكري أباظة موسيقيا هاوياً، وقد ألّف 100 قطعة موسيقية تُعزف على الناي والمندولين.

## آراؤه
فيما يخص رأيه في حقوق المرأة وقضاياها، قال فكري أباظة أن المرأة قد ساهمت في «كل نشاط اجتماعي في مؤسسات الترفيه ومواساة الفقراء والمنكوبين، وأثبتت أنها أجدر من يعمل فيها، ونجحت نجاحا تاما في كل المهن والأعمال التي كان يظن أنها لا تلائم غير طبيعة الرجل، فغزت كل ميدان وأخذت مكانها بجدارتها في كل نواحي الحياة المصرية» ورأى أن إعطاء المرأة حقوقها هو «اعتراف بالواقع وإقرار للحالة الموجودة فعلا»، وجادل بأن المعارضين لمنح المرأة حقوقها ومساواتها بالرجل «لن يستطيعوا المقاومة أمام الاتجاه العام المتزايد لتحرير المرأة». وعارض أباظة فكرة إهمال المرأة لواجباتها الزوجية إذا ما اشتغلت بالسياسة والحياة والعامة، وضرب مثلا بالكثيرات اللوات اشتغلن بالعمل العام ومنهن طبيبات ومدرسات جامعيات، ومعلمات وموظفات بالوزارات، ولم يحول عملهن دون الزواج والحياة الزوجية السعيدة.

## المناصب الفخرية والتكريمات
كان عضوا في المجلس الأعلى لدار الكتب المصرية، وحصل على درجة الدكتوراه الفخرية من أكاديمية الفنون.

## مؤلفاته
- حواديت، دار الشعب، 1969.[13]
- وثائق خطيرة عن اتصال ولي الأمر في شرق الأردن باليهود قبل حرب فلسطين وبعدها: مؤامرات الأردن واليهود ضد جيش مصر والجيوش العربية؛ تبعة فشل العرب وضياع فلسطين منهم وتشريد مليون من أهلها؛ حقائق عن تسليم مدن اللد والرملة ويافا وحيفا لليهود، المطبعة السلفية، القاهرة.[14]
- الحب أبو العجائب: وقصص أخرى، دار الهلال، 1960.[15]
- الضاحك الباكي: المرحلتان الأولى والثانية، دار الهلال، 1958.[16]
- فكري أباظة في الراديو، شركة التوزيع المصرية، القاهرة.[17]
- مجموعة مقالات فكري أباظة: نشرت بالجرائد اليومية والأسبوعية لمناسبات سياسية واجتماعية، المطبعة التجارية الكبرى، 1922.[18]
- المجموعة الثالثة من مقالات وخطب فكري أباظة، المكتبة التجارية الكبرى، القاهرة، 1925.[19]
- المجموعة الثانية من مقالات وخطب فكري أباظة المحامي.[20]
- مجموعة مقالات، المطبعة التجارية الكبرى، 1924.[21]
- التليفون، دار الهلال، 1938.[22]
- الجمهورية العربية المتحدة: قصة كفاح شعبين في سبيل وحدة كاملة (تقديم)، دار الهلال.[23]
- رحلة صيف إلى تركيا واليونان ويوجوسلافيا وإيطاليا، مطبوعات جماعة نشر الثقافة، 1933.[24]
- ألمانيا على حقيقتها، دار إحياء الكتب العربية، 1961.[25]
- الذوق.[26]
- معرض الدنيا بين مصر والحجاز[27]
- نصائح كهل للشباب[28]
- المرأة: ملاك وشيطان[29]
- الإصلاح الاجتماعي كما أريده[30]
- العند.[31]
- أمثال فلاحي.[32]
- الجمال الذي يفتنني: جمال بالقطاعي-وجمال بالجملة[33]
- الحرب بين القديم والحديث [34]
- لي معه 3 مواقف[35]
- معرض الدنيا: نجد[36]
- معرض الدنيا: العاهلان العربيان[37]
- لو كنت ديكتاتورا[38]
- التحويش.[39]
- نغزة الأمزجة[40]
- عينات.[41]

## وفاته
توفي فكري أباظة في القاهرة في 14 فبراير عام 1979م.

## كتب عنه
- أباظة، فاروق عثمان. فكري أباظة: فارس المعارضة، دار الهلال، القاهرة، 1980.[42]
- أبو المجد، صبري. فكري أباظة، مؤسسة دار التعاون، القاهرة، 1987.[43][44]